# 瓦克维尔
瓦克维尔（法語：Vacqueville，法語發音：[vakvil]）是法国默尔特-摩泽尔省的一个市镇，位于该省东南部，属于吕内维尔区。

## 地理
瓦克维尔（48°28'53"N, 6°48'51"E）面积9.96 平方千米，位于法国大東部大區默尔特-摩泽尔省，该省份为法国东北部内陆省份，是洛林的一部分，北邻比利时、卢森堡，北起顺时针与摩泽尔省、下莱茵省、孚日省和默兹省接壤。
与瓦克维尔接壤的市镇（或旧市镇、城区）包括：梅尔维莱、蒙蒂尼、讷夫迈松、佩克索讷、圣波勒、沃内。

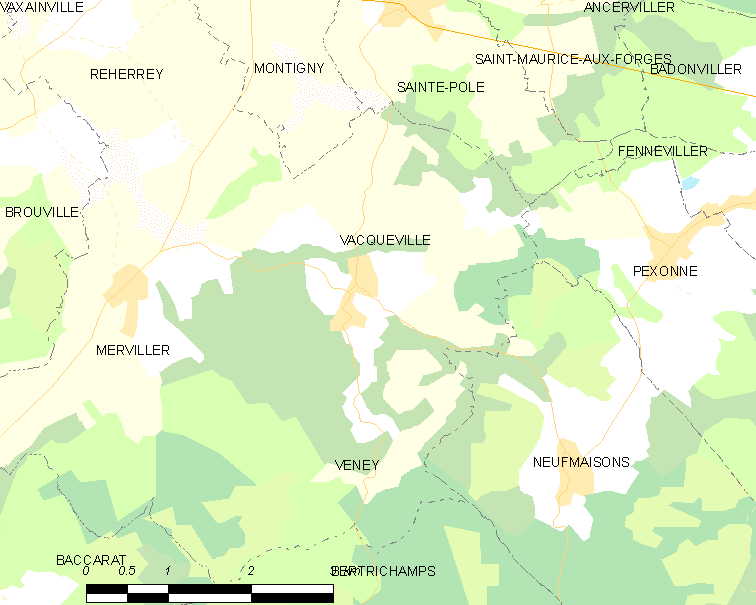
瓦克维尔的OSM定位图

瓦克维尔的时区为UTC+01:00、UTC+02:00（夏令时）。

## 行政
瓦克维尔的邮政编码为54540，INSEE市镇编码为54539。

## 政治
瓦克维尔所属的省级选区为巴卡拉县。

## 人口

1962-2008年间瓦克维尔人口变化图示

瓦克维尔于2022年1月1日时的人口数量为222人。